# Frédérique Huydts
Frédérique Christine Huydts (Den Haag, 19 augustus 1967 – Amsterdam, 3 april 2006) was een Nederlands actrice. Ze speelde onder meer Annette van Thijn in Goede tijden, slechte tijden en Roos de Wit in Meiden van De Wit. Zij was een achternicht van zangeres Mandy Huydts.

## Biografie
Huydts studeerde in 1989 af aan de Toneelacademie Maastricht. Hierna speelde ze in verschillende theaterproducties en televisieseries, onder andere in Goede tijden, slechte tijden en Meiden van De Wit. Door haar rol als Roos de Wit was zij ook bekend in België.
In 2004 werd bij Huydts darmkanker geconstateerd. Naar aanleiding daarvan werd ze geïnterviewd voor het boek Buigen als bamboe. Over leven na kanker van Rob Bruntink en Anja Krabben, waarin veertien bekende Nederlanders over hun ziekte vertellen.
In 2005 maakte ze haar debuut als presentatrice met het programma Dreamtravel, dat aan het tweede seizoen bezig was toen Huydts stierf. Net 5 besloot daarop alle nog resterende uitzendingen te schrappen. De serie Wie is de Mol? waar zij op dat moment ook in te zien was, werd op haar eigen verzoek en dat van haar familie wel gewoon uitgezonden. In de laatste uitzending is een geluidsfragment te horen waarin Huydts dat zelf min of meer toelicht:
| De Mol was een ongelooflijk avontuur, jezelf onder te dompelen in een spel vol vertrouwen en wantrouwen, van intriges, van oude en nieuwe vriendschappen; het was één groot feest. Maar vooral, drie weken lang weer kind zijn, ongestraft mogen liegen, jezelf verdacht maken, voortdurend klooien, heerlijk. Hoewel heerlijk... de spanning van de executies was bijna onverdraaglijk. Klooien, liegen, verdenkingen en dan winnen. Te winnen van de anderen; de Mol te ontmaskeren, dat was geweldig. Hoewel ik op vierduizend meter hoogte, na het fietsen, voor mijzelf al gewonnen had, mezelf overwonnen had. Zo moet het eigenlijk altijd zijn, het leven; een feestelijk en hartstochtelijk spel gespeeld met nieuwe en oude vrienden. |

Op 12 mei 2006 werd bekend dat Huydts het spel en daarmee 24.475 euro had gewonnen. Vlak voor haar dood bepaalde ze dat het bedrag geschonken diende te worden aan twee goede doelen: het Wereld Natuur Fonds en Kinderen Kankervrij (KiKa).
Eind maart 2006, kort nadat ze van haar kanker genezen was verklaard, kwam ze opnieuw in het ziekenhuis terecht. Aanvankelijk was de berichtgeving positief en werd de situatie als niet ernstig beschreven. Op 3 april 2006 bleek het tegendeel en werd haar overlijden bekendgemaakt. De dag voor haar overlijden nam ze voor haar dierbaren nog een geluidsband op. Volgens vriendin en collega Liz Snoijink wist Huydts dat ze zou sterven. Op 3 april werd een aflevering van Villa Felderhof herhaald, waarin zij te zien is samen met Jan Keizer op bezoek bij Rik Felderhof. In dat interview sprak zij over haar ziekte met goede hoop te zijn genezen.
Op 25 september 2006 ging de film Lege Maag van Hans Breetveld op het Nederlands Film Festival in première. In deze film speelde Huydts haar laatste rol. De film is vlak voor haar overlijden opgenomen.
Keizer schreef eind 2007 een nummer voor Huydts, getiteld Zij is niet meer. Oorspronkelijk wilde Keizer een duet met haar opnemen, maar dat is er nooit van gekomen.

## Filmografie

### Film
- 2006 - Lege Maag - Astrid

### Televisie
Hoofdrollen:
- Goede tijden, slechte tijden - Annette van Thijn (1990-1992)
- Diamant - Charlotte Revers (1993-1994)
- In naam der Koningin - Eva Vierkens (1996)
- In de clinch - Tess Witteveen (1999-2000)
- Meiden van De Wit - Roos de Wit (2002-2005)

Gastrollen:
- De Brug - Annelies Brenner (1990)
- Goede tijden, slechte tijden - Rebecca Duvalier (1993)
- Twaalf steden, dertien ongelukken - Els (afl. De val, 1996)
- Baantjer - Hannie Bieseling (afl. De Cock en de moord op het VOC-schip, 1997)
- Flodder - Sandra (afl. Laatste Wens, 1998)
- Wij Alexander - Charlotte de Muynck (1998)
- Baantjer - Yvonne Bloem (afl. De Cock en de moord buiten schooltijd, 2003)
- Kinderen geen bezwaar - Mildred Zegers (afl. Oudtante Mildred, 2005)

## Theater
- 1989 - Zeitgeist (eindexamenproductie), regie Paul Binnerts
- 1992-1993 - Puzzles, regie Shireen Strooker
- 1996 - David Copperfield, regie: Bruun Kuyt
- 1997 - Mussen en Zwanen (Haye van der Heyden), regie Chr. Nortier
- 1998 - Gek van liefde (Sam Shepard), regie Arda Brokman
- 1999-2002 - Mussen en Zwanen (II, III en IV), regie Haye van der Heyden

## Overig werk
- 1999 - Stuart Little, Mrs. Eleanor Little (stem Nederlandstalige nasynchronisatie)
- 2002 - Stuart Little 2, Mrs. Eleanor Little (stem Nederlandstalige nasynchronisatie)
- 2004-2006 - ABN AMRO radiocommercials (stem)
- 2005 - Trollz, Sapphire Trollzawa (stem Nederlandstalige nasynchronisatie, later overgenomen door Laura Vlasblom)
- 2005 - Stuart Little 3, Mrs. Eleanor Little (stem Nederlandstalige nasynchronisatie)
- 2006 - DreamTravel, Net5 (presentatie)
- 2006 - Cars, Porsche Sally (stem Nederlandstalige nasynchronisatie)
- 2006 - Wie is de Mol?, deelnemer en winnaar